# Spoorlijn Morjärv - Karlsborg
De spoorlijn Morjärv - Karlsborg ook wel Kalixlijn genoemd (ook wel de Karlsborg Fabriekslijn) (Zweeds: Kalixbanan) is een goederenspoorlijn binnen de gemeente Kalix in Noord-Zweden. De lijn is in 1961 in gebruik genomen ten behoeve van het transport voor de papierindustrie in Karlsborg. Er waren stations langs de lijn, maar de lijn diende niet tot personenvervoer. De lijn sluit bij Morjärv aan op de oudere Haparandalijn naar Boden of Haparanda.
Stopplaatsen:
- (Mjv):Morjärv (0 km)
- (Mjvi):Morjärv industrieterrein (1,25 km)
- (Klxi):Kalix industrieterrein (37,2 km)
- (Klx):Kalix (38 km)
- (Kbb):Industrieterrein Karlsborg (48 km)

## Foto's stations

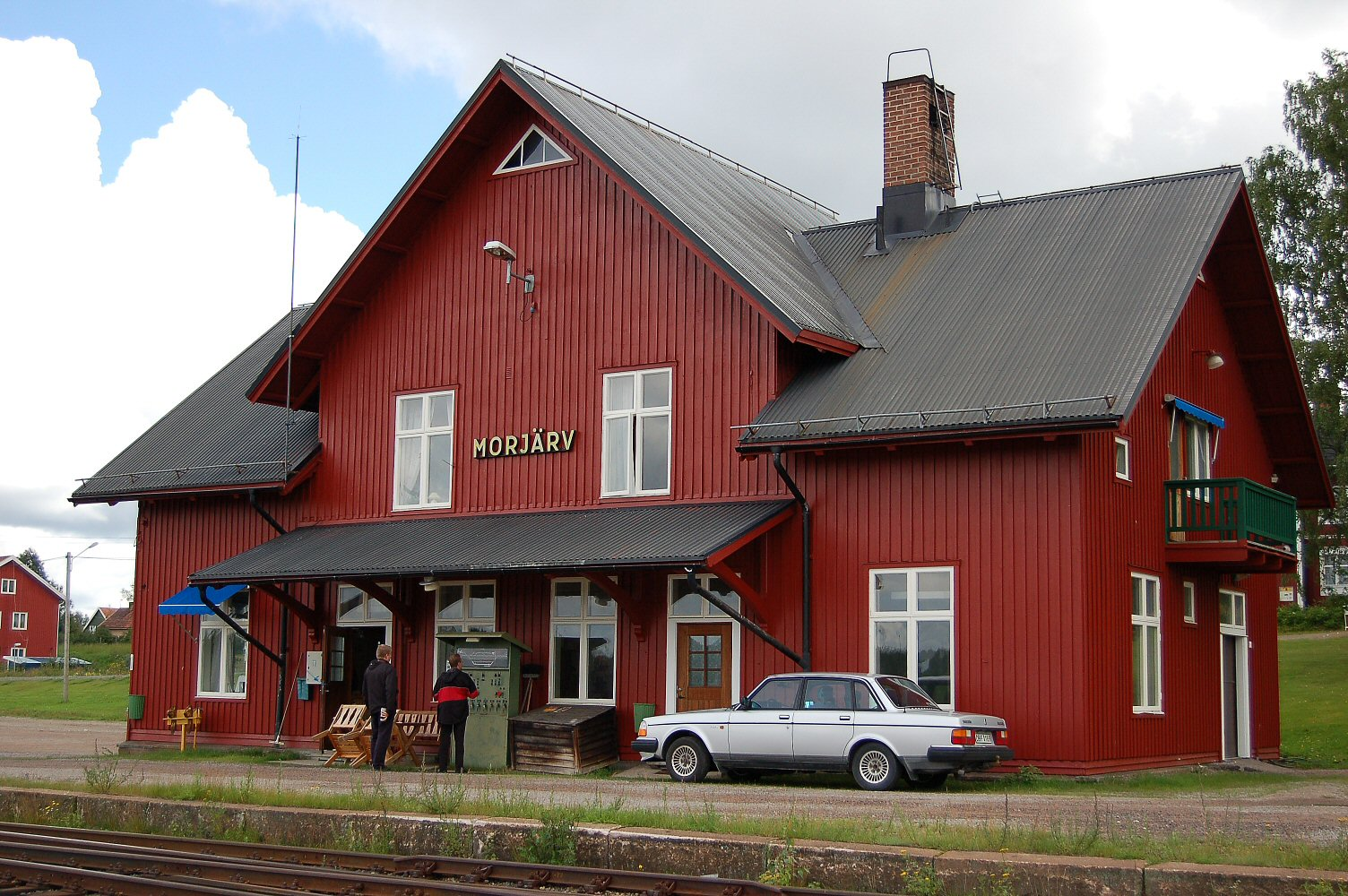
Station Morjärv

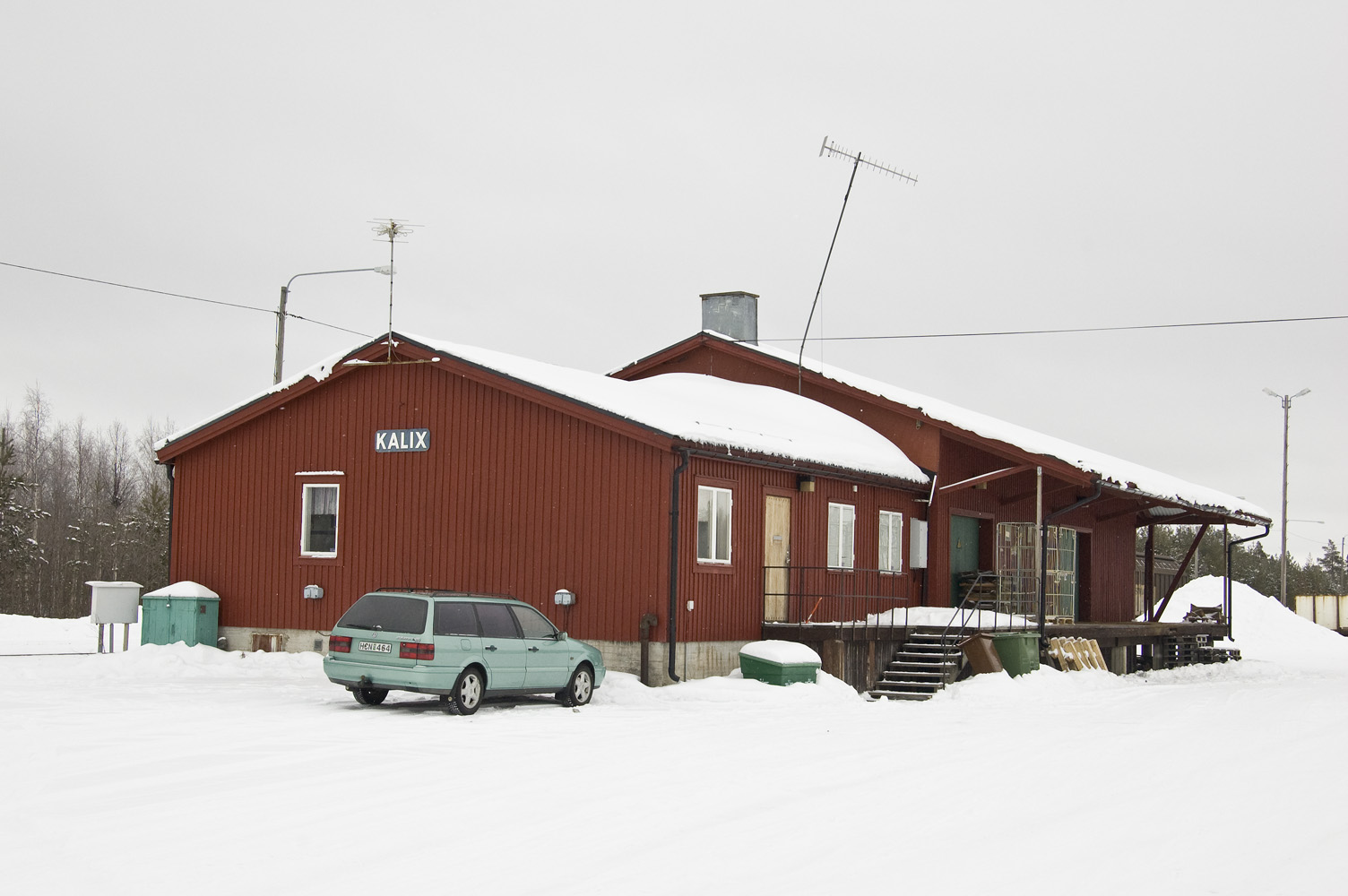
Station Kalix